# ژان-ژاک ساون
ژان-ژاک ساوَن (فرانسوی: [ʒɑ̃ ʒak savɛ̃]; ۱۴ ژانویه ۱۹۴۷ –۲۱ ژانویه ۲۰۲۲ میلادی) یک ورزشکارِ رشته‌هایِ پرخطر و ماجراجویِ فرانسوی بود.

## زندگی و فعالیت‌ها
ساوَن در ابتدا یک سه‌گانه کار، خلبان و چتربازِ نظامی بود. مراحلِ دیگرِ زندگیِ وی، محیط‌بانیِ پارکِ حیاتِ وحش در آفریقایِ مرکزی و چهار بار گذر از اقیانوس اطلس با قایق بادبانی بودند.

### گذر از اقیانوسِ اطلس ۲۰۱۸ و ۲۰۱۹
وی در اواخرِ دسامبرِ ۲۰۱۸ میلادی همراه با یک کپسولِ بُشکه‌ای‌شکل سفر خود را از اِل هیرو در جزایرِ قناری آغاز کرد. کپسولِ وی با سلول‌هایِ خورشیدی، انرژیِ لازم برای ضروریاتِ زندگی را فراهم می‌کرد و نیز برای مقاومت در برابرِ حملاتِ ِ نهنگ‌هایِ قاتل و ضرباتِ امواج طراحی شده بود. این شناورِ بُشکه‌ای‌شکل، دارایِ یک آشپزخانه و تختِ خواب بود. وی بیش از چهار ماهِ بعد در ۲۷ آوریلِ ۲۰۱۹ واردِ دریای کارائیب شد و پس از آن اعلام کرد که سفرش موفقیت‌آمیز بوده‌است.

### گذر از اقیانوس اطلس ۲۰۲۲
در ۱ ژانویه ۲۰۲۲، ساوین با یک قایقِ بُشکه‌ای به طول ۸ متر و عرض ۱٫۷ متر به‌همراه ِ ۳۰۰ کیلوگرم تجهیزات — از جمله یک بخاری، دو آب‌شیرین‌کن، غذایِ خشک و یخ زده— از ساگرسِ پرتغال به راه افتاد. او قرار بود سه ماه بعد و به کمکِ جریانِ امواج به جزیرهٔ مارتینیکِ فرانسه در دریای کارائیب برسد.

#### ناپدید شدن
در ساعت‌هایِ نخستینِ ۲۱ ژانویه ۲۰۲۲، ساوَن دو سیگنالِ اصظراری فرستاد تا نشان دهد که با مشکل بزرگی روبرو شده‌است. آخرین تماسِ رسمیِ وی در ساعتِ ۰۰:۳۴ بامداد بوده است. قایق او همان روز بدستِ گاردِ ساحلیِ پرتغال —و در حالیکه واژگون شده بود— پیدا شد و روز بعد، غواصی که مأمورِ تحقیق شده بود، گزارش داد که جسدِ ساون را در کابینِ قایق دیده‌است. با این حال، بعداً گزارش شد که ساون در کابین پیدا نشده و او در دریا گم شده‌است.